# Helm (berg)
Helm (tyska) eller Monte Elmo (italienska) är en bergstopp på gränsen mellan Tyrolen i Österrike och Sydtyrolen i Italien. Toppen på Helm är 2 434 meter över havet.
Terrängen runt Helm är huvudsakligen bergig. Runt Helm är det ganska glesbefolkat, med 24 invånare per kvadratkilometer.. Närmaste större samhälle är Obertilliach, 17,6 km öster om Helm. 
Trakten runt Helm består i huvudsak av gräsmarker.